# Bečice (Tábor)
Bečice è un comune della Repubblica Ceca facente parte del distretto di Tábor, in Boemia Meridionale.